# کارل بورکهارت
کارل بورکهارت (انگلیسی: Karl Burkhart; ۱۰ مهٔ ۱۹۰۸ – ۱۹۷۶ (۶۷−۶۸ سال)) دوچرخه‌سوار اهل سوئیس بود.